# Verwaltungsgericht Osnabrück

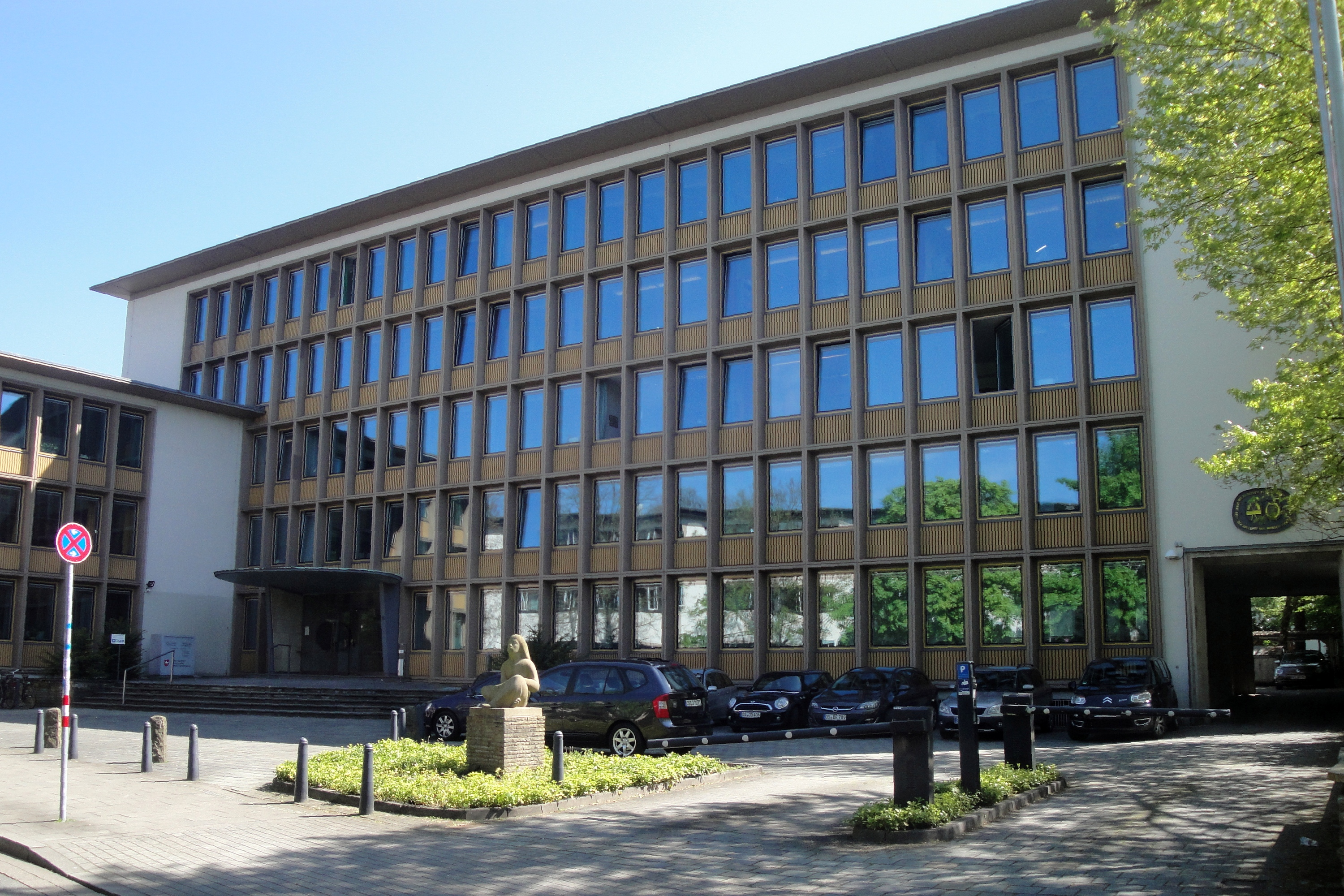
Fachgerichtszentrum Osnabrück, Sitz des Verwaltungsgerichts

Das Verwaltungsgericht Osnabrück ist eines von sieben Verwaltungsgerichten im Land Niedersachsen in Deutschland. Es hat seinen Sitz in Osnabrück.

## Gerichtsbezirk
Der Gerichtsbezirk umfasst die kreisfreie Stadt Osnabrück sowie die Landkreise Emsland, Grafschaft Bentheim und Osnabrück. Der Gerichtsbezirk hat somit fast eine Million Gerichtseingesessene.

## Organisation
Präsident ist Gert-Armin Neuhäuser. Das Gericht verfügt über 16 Richter und 20 Justizangestellte. Es wurden zehn Kammern gebildet.

## Instanzenzug
Dem Verwaltungsgericht Osnabrück übergeordnet ist in zweiter Instanz das Niedersächsische Oberverwaltungsgericht in Lüneburg und in letzter Instanz das Bundesverwaltungsgericht in Leipzig.